# Charles Krafft (médecin)
Charles Emile Krafft (né le 7 février 1863 à Aigle, mort le 10 août 1921 à Corsier-sur-Vevey) est un chirurgien suisse.

## Biographie
Fils du pharmacien veveysan Henri-Jean Krafft (1833–1908) et de Laure Elise Marie née Verrey, Charles Krafft étudie la médecine à l’Académie de Lausanne ainsi qu’aux universités de Fribourg-en-Brisgau, Berne et Zurich (1887). Il obtient son doctorat en 1888 et est bientôt assistant de Richard von Volkmann à Halle, pionnier de l’opération de l’appendice en Europe. Krafft, qui avait été choqué par le décès d'un adolescent victime d'une appendicite, se fera défenseur de cette intervention nouvelle. Il épouse en septembre 1888 Mariane Petronella Domela Nieuwenhuis, fille du professeur de droit Jacob Domela Nieuwenhuis. Ils auront pour enfants : Henri, Edouard, Agénor, Ferdinand, Irène (∞ Albert Masnata) et Arthur.
En 1892, Valérie de Gasparin l’appelle à Lausanne pour y diriger l’école d’infirmières de La Source. Il développe cette institution en école hospitalière avec clinique, policlinique et infirmerie, modernisant et professionnalisant la formation des infirmières.
Il est membre de plusieurs sociétés médicales et de la commission médicale suisse. La Fondation Docteur Charles Krafft subsiste de 1912 à 1980.

## Toponymie
Aigle, rue Charles Krafft.

## Œuvres
- Ueber die frühzeitige operative Behandlung der durch Perforation des Wurmfortsatzes hervorgerufenen Perityphlitis stercoralis, Breitkopf et Härtel, 1888 (thèse).

- La Source : école normale évangélique de gardes-malades indépendantes à Lausanne (Suisse) : quelques mots d'histoire et d'actualité destinés à l'Exposition universelle de Chicago, 1893, Lausanne : Impr. G. Bridel, 1893.

- La Source : école normale évangélique de gardemalades indépendantes, Lausanne : Impr. G. Bridel, 1896.

- La Source : institut de gardemalades à Lausanne, Lausanne : Impr. La Concorde, 1914.